# CiteScore
CiteScore научного журнала — численный показатель, отражающий среднее количество цитируемости недавних статей, опубликованных в этом журнале. Данный индикатор был создан в декабре 2016 года издательством Elsevier как альтернатива обычно используемому JCR импакт-фактору (вычисляемому Clarivate). CiteScore основывается на данных, находящися в базе данных Scopus, а не JCR, и учитываются данные за 4 предшествующие года, а не 2 или 5.

## Методика расчёта
В каждый данный год индекс CiteScore журнала определяется как количество цитирований, сделанных в этот год и в три предыдущих, с документов, опубликованных в журнале за эти четыре года, разделённое на общее количество опубликованных документов того же типа в базе данных (статьи, обзоры, документы с конференций, главы книг, документы с данными) в течение этого же самого четырёхлетнего периода:
{\displaystyle {\text{CS}}_{y}={{\text{Citations}}_{y}+{\text{Citations}}_{y-1}+{\text{Citations}}_{y-2}+{\text{Citations}}_{y-3} \over {\text{Publications}}_{y}+{\text{Publications}}_{y-1}+{\text{Publications}}_{y-2}+{\text{Publications}}_{y-3}}}
К примеру, вычисление CiteScore для журнала Ageing Research Reviews за 2019 год:
{\displaystyle {\text{CS}}_{2019}={{\text{Citations}}_{2019}+{\text{Citations}}_{2018}+{\text{Citations}}_{2017}+{\text{Citations}}_{2016} \over {\text{Publications}}_{2019}+{\text{Publications}}_{2018}+{\text{Publications}}_{2017}+{\text{Publications}}_{2016}}={5957 \over 315}=18.9}
CiteScore журналов за прошедший год рапортуется только на следующий год, когда все данные, необходимые для рассчётов, становятся известными. Обычно это происходит в конце мая, обычно примерно на месяц ранее, чем становится известен JCR импакт-фактор. После публикации CiteScore любые последующие добавления, исправления и удаления данных не ведут к изменению данной оценки.
Сервис Scopus также занимается прогнозированием CiteScores журналов на следующий год, эти индикаторы обновляются каждый месяц.
Ранее, до 2020 года, CiteScore вычислялся по иной схеме.

## CiteScorevsИмпакт-фактор
CiteScore был создан чтобы конкурировать с двухгодичным JCR импакт-фактором, который в настоящее время является наиболее широко использумым журнальным показателем. Разница между ними в следующем:
| Parameter                                | Импакт-фактор  | CiteScore      |
| ---------------------------------------- | -------------- | -------------- |
| Оценочный период (года)                  | 2              | 4              |
| База данных                              | JCR            | Scopus         |
| Количество индексируемых журналов (2016) | 11 000         | 22 000         |
| Доступ                                   | Подписчики     | Свободный      |
| Оценивамые сущности                      | Статьи, обзоры | Все публикации |

Также есть различия, связанные с терминологией «количество публикаций» ("number of publications") и «цитируемые сущности» ("citable items").